# Victoria (Seychely)

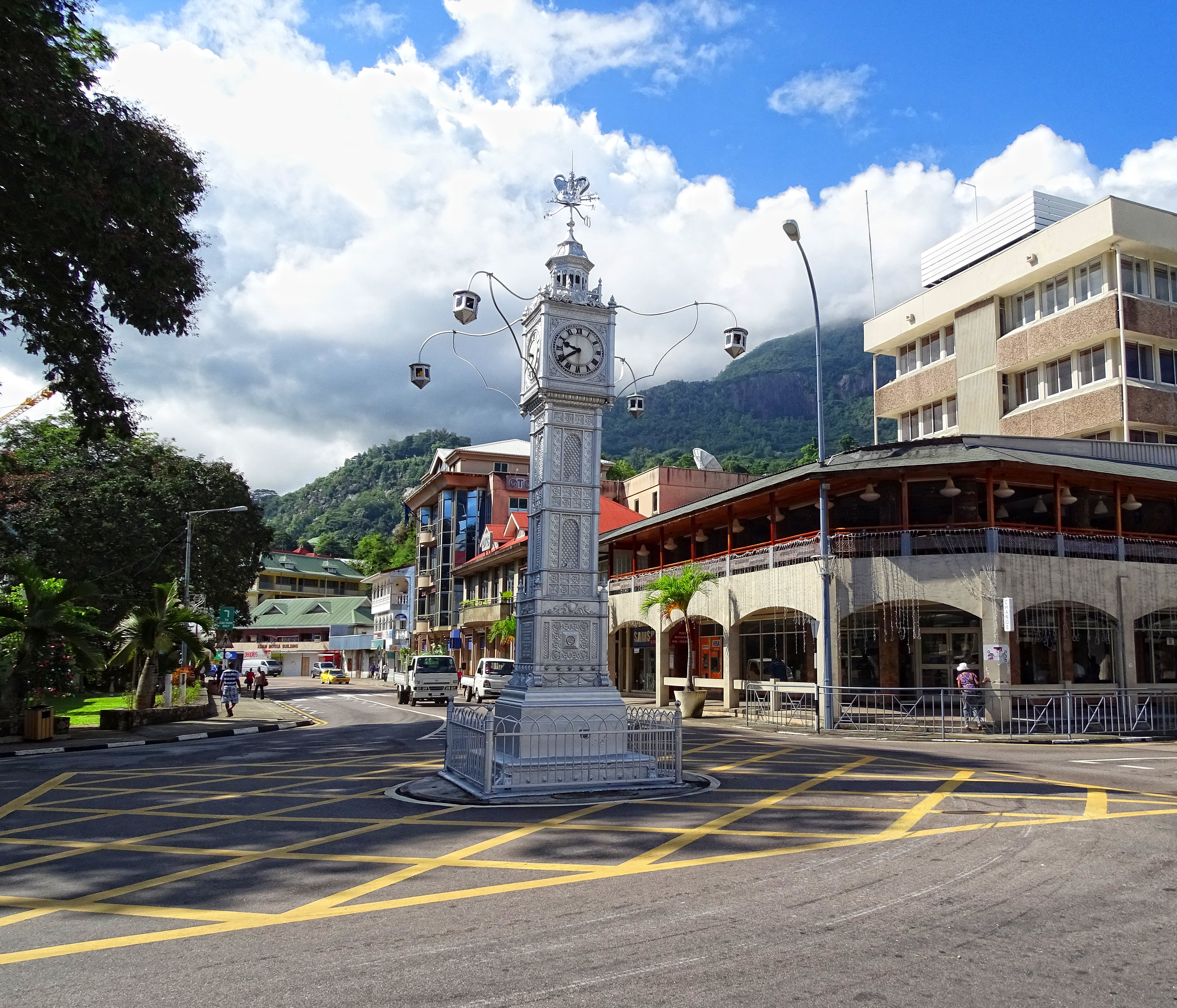
Zmenšenina Big Benu ve Viktorii

Victoria je hlavní město Seychel, nachází se v severovýchodní části ostrova Mahé. V roce 2002 mělo 24 970 obyvatel, což představuje přibližně jednu třetinu celkové populace země.
Na západě je město ohraničeno horským masivem Tři bratři.
Symbolem Victorie je hodinová věž, zmenšenina londýnského Big Benu.

## Ekonomika
Z Viktorie se vyváží vanilka, kokosové ořechy, kokosový olej, želvovina, mýdlo a guáno. Přístav slouží mimo jiné i jako důležité překladiště ryb směřujících na trhy EU. Místní mezinárodní letiště bylo dokončeno v roce 1971. Partnerským městem je hlavní město Džibutska Džibuti ve Východní Africe.

## Partnerská města
- Hanoj, Vietnam
- Džibuti, Džibutsko